# Ред Медиа
«Red Media» — российский телевизионный холдинг, производитель тематических телеканалов и программ для спутникового и кабельного телевизионного вещания.

## Телеканалы
Каналы, созданные и управляемые Red Media
- 365 дней ТВ — российский русский исторический телеканал. Начал вещание 17 января 2006 года. Ранее Назывался Первый Российский, Исторический Канал 365 Дней ТВ.
- Europa Plus TV — российский музыкальный телеканал. Начал вещание 14 января 2011 года. Создан и управляется совместно с «Европейская медиагруппа».
- Точка РФ — первый российский телеканал в формате высокой чёткости. Начал вещание 1 марта 2025 года. Ранее назывался «HD Life».
- MMA-TV — спортивный телеканал о боевых смешанных единоборств. Начал вещание 1 февраля 2018 года.
- Жара TV — телеканал о музыке и шоу-бизнесе. Начал вещание 1 ноября 2011 года вместо «ТВ Бульвар», до 3 апреля 2017 года назывался «STV»[1].
- Авто Плюс — телевизионный канал об автомобилях, моторных видах спорта и активного отдыха. Начал вещание 1 сентября 2006 года.
- КВН ТВ — телеканал «Клуба весёлых и находчивых». Начал вещание 1 июня 2016 года. Создан и управляется совместно с ТТО «Александр Масляков и К°».
- Кухня — телеканал, посвящённый кулинарии. Начал вещание 15 сентября 2007 года.
- Музыка Live — первый российский телеканал, посвященный авторской и бардовской песне. Начал вещание 15 июля 2006 года.
- Супергерои (телеканал) — телеканал для детей дошкольного и школьного возраста. Начал вещание 4 октября 2016 года. Ранее назывался «Малыш» а потом «Малыш ТВ».
- Русская ночь — эротический телеканал. Начал вещание 15 июля 2006 года.
- Кинопремьера — телеканал премьер и новинок мирового кинематографа. Ранее назывался «Премьера».
- Кинохит — телеканал мировых кинохитов разных лет.
- Киносемья — телеканал для всей семьи. Ранее назывался «HD Кино».
- Киносерия — телеканал динамичных и зрелищных сериалов. Ранее назывался «Много ТВ».
- Мужское кино — телеканал динамичного и зрелищного кино.
- Киносвидание — телеканал об отношениях мужчины и женщины. Ранее назывался «Киноклуб».
- Родное кино — телеканал культовых советских, российских и постсоветских фильмов. Ранее назывался «Наше кино».
- Наше новое кино — телеканал современного российского кино.
- Индийское кино — первый российский канал индийских кинофильмов и телевизионных программ об Индии. Начал вещание 1 июля 2006 года. Ранее назывался «Индия ТВ».
- Кинокомедия — телеканал отечественных и зарубежных комедий. Начал вещание 1 июля 2006 года. Ранее назывался «Комедия ТВ».
- Киномикс — телеканал, транслирующий фильмы разнообразного жанра: от триллеров и боевиков до комедий и романтичного кино.
- Киноужас — телеканал фильмов ужасов. Начал вещание 1 ноября 2019 года.

Каналы, переданные другим компаниям
- Боец — первый российский телеканал, посвящённый боевым искусствам. Начал вещание 16 августа 2006 года. 25 декабря 2015 года перешёл к ООО «Национальный спортивный телеканал».

Закрытые каналы
- ТВ Бульвар — телеканал о жизни звёзд и индустрии шоу-бизнеса. Начал вещание 15 сентября 2007 года. 1 ноября 2011 года заменён на «STV».
- Интересное ТВ — развлекательно-познавательный телеканал для, кому интересно жить. Начал вещание 15 сентября 2007 года. 1 сентября 2015 года заменён на «Мужское кино».
- Твой дом — телеканал о строительстве, дизайне и ремонте. Вещал с 1 июня 2016 по 1 января 2020 года.
- M-1 Global — спортивный телеканал о боевых смешанных единоборств. Начал вещание 1 февраля 2018 года. С 2021 года заменён на «MMA-TV».
- HDL — 21 марта по 28 февраля 2025 года.

Каналы-партнёры (перевод и доставка телевизионного сигнала до точки подъёма на спутник Eutelsat W4)
- Comedy TV (16 июня 2009 года — 1 сентября 2014 года)
- Fashion TV
- Gulli Girl (с 1 апреля 2009 года)
- Playboy TV
- Sony Channel
- Sony Sci-Fi
- Syfy Universal (2008—2013)
- TiJi (с 1 апреля 2009 года)
- Universal Channel (2008—2015)
- Живи!
- Кто есть кто
- Ностальгия
- Каналы субхолдинга «Матч!» (с 2016 года)

## Вещание
Телеканалы холдинга транслируются на спутниковой платформе «НТВ-Плюс», а также в сетях кабельного телевидения на территории России, стран СНГ и Балтии, в США и Канаде (всего более 800 операторов).